# Achille Gama Malcher
Achille Martino „Achilles“ Bellati Da Gama Silva Malcher, auch als Achille Gama bekannt (* 8. Januar 1892 in Pará; † 29. Juli 1958 in Rio de Janeiro) war ein italienischer Fußballspieler und -trainer und -schiedsrichter.
Seine Karriere begann Gama 1909 bei Inter Mailand. Er war ein Gründungsmitglied des Vereines und beendete im Juni 1914 dort auch seine Spielerkarriere.
Von 1932 bis 1933 war er Trainer des Vereines FC Bologna. Mindestens 1950 trainierte er die Corinthians São Paulo, mit welchen er in dem Jahr das Torneio Rio-São Paulo gewann.
Bei den Olympischen Sommerspielen 1928 in Amsterdam fungierte Gama in zwei Spielen als Linienrichter.

## Erfolge
Corinthians
- Torneio Rio-São Paulo: 1950